# Кодралија (Дечани)
Кодралија (алб. Kodralia) је насељено место у општини Дечани, на Косову и Метохији. Према попису становништва из 2011. у насељу је живело 808 становника.

## Становништво
Према попису из 2011. године, Кодралија има следећи етнички састав становништва:
| Националност | 2011.        |
| Албанци      | 804 (99,50%) |
| непознато    | 4 (0,50%)    |
| Укупно       | 808          |

| Демографија | Демографија | Демографија |
| Година      | Становника  | Становника  |
| ----------- | ----------- | ----------- |
| 1948.       | 380         |             |
| 1953.       | 406         |             |
| 1961.       | 428         |             |
| 1971.       | 527         |             |
| 1981.       | 657         |             |
| 1991.       | 747         |             |
| 2011.       | 808         |             |